# Rijksbeschermd gezicht Bellingwolde
Gezicht Bellingwolde is een van rijkswege beschermd dorpsgezicht in Bellingwolde in de Nederlandse provincie Groningen. De procedure voor aanwijzing werd gestart op 22 april 2005. Het gebied werd op 20 november 2009 definitief aangewezen. Het beschermd gezicht beslaat een oppervlakte van 88,6 hectare.
Panden die binnen een beschermd gezicht vallen krijgen niet automatisch de status van beschermd monument. Wel zal de gemeente het bestemmingsplan aanpassen om nieuwe ontwikkelingen in het gebied te reguleren. De gezichtsbescherming richt zich op de stedenbouwkundige en cultuurhistorische waardering van een gebied en wil het toekomstig functioneren daarvan veiligstellen.